# Anna Pavlova
Anna Matvejevna Pavlova (Russisch: Анна Матвеевна Павлова) (Sint-Petersburg, 12 februari 1881 - Den Haag, 23 januari 1931) was een Russische ballerina en filantrope. Pavlova wordt beschouwd als de beroemdste ballerina aller tijden.

## Biografie

### Kinderjaren
Pavlovas moeder, Ljoebov Feodorovna, was een wasvrouw en haar vader zou -volgens sommige bronnen- een Joodse bankier geweest zijn die haar te werk stelde. Anna zou als kind een verhaal verspreiden dat ze het kind was van een eerder huwelijk van haar moeder en dat haar vader vroegtijdig stierf. Historici beschouwen dit verhaal als een fabeltje. Haar moeders tweede echtgenoot, Matvej Pavlov, zou Anna geadopteerd hebben op driejarige leeftijd, vanwaar haar familienaam. Haar liefde voor het ballet zou ze opgedaan hebben tijdens een bezoek aan het vermaarde Mariinskitheater in Sint-Petersburg. De originele productie van Doornroosje (1890) van de Franse choreograaf Marius Petipa zou een grote indruk nalaten. Op 9-jarige leeftijd nam haar moeder haar mee naar een auditie op de prestigieuze keizerlijke Ballet School. Vanwege haar jeugdige leeftijd en haar "slap" voorkomen werd ze geweigerd. Een jaar later werd ze op tienjarige leeftijd toegelaten.

### Debuut

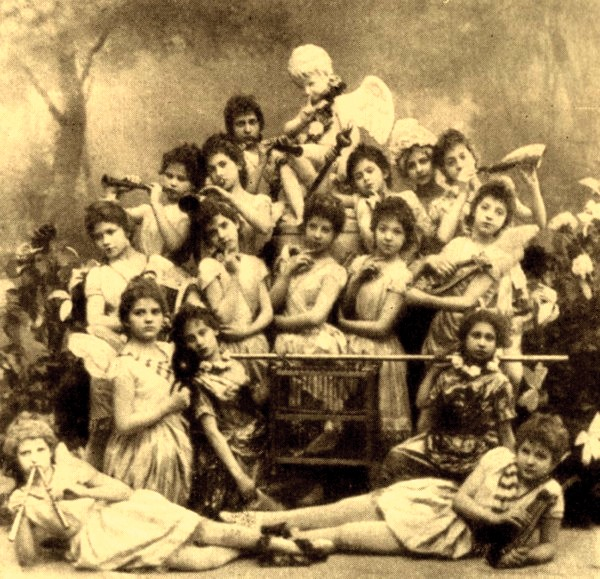
1891, Leerlingen uit de voorstelling Un conte de fées. Pavlova is het linkse meisje met de vogelkooi

Pavlova debuteerde in 1891 bij het Keizerlijk Russisch Ballet in het stuk Un conte de fées in een choreografie van Marius Petipa. Haar eerste jaren in het ballet waren zeer moeizaam. Haar ernstig gebogen voeten, dunne enkels en lange ledematen stemden niet overeen met het toenmalige beeld van een ballerina. Ze volhardde echter in de trainingen en perfectioneerde haar techniek. Ze nam extra lessen bij leraren als Christian Johansson, Pavel Gerdt, Nikolai Legat en Enrico Cecchetti, weleens de grootste balletvirtuoos uit die tijd genoemd en de createur van de Cecchetti methode, een zeer invloedrijke ballettechniek die tot op heden gebruikt wordt. Zo bereikte ze in 1898 de Classe de perfection van Ekaterina Vazem, een opleiding tot Prima ballerina van het Sint-Petersburg keizerlijk theater, het mekka van het ballet uit zijn tijd. 
Ze behaalde de titel van Coryphée, daardoor sloeg ze de normale procedure over waarbij jonge ballerina's in grote groepen dansten bij wijze van opleiding. Op 19 september 1899 debuteerde ze als jong afgestudeerde in La fille mal gardée in het Mariinskitheater, een voorstelling met drie ballerina's. Haar grote doorbraak kwam er in december 1907 met haar solo-vertolking van De stervende zwaan in een choreografie van Michael Fokine. Deze solo werd speciaal voor haar en op haar verzoek geregisseerd, Pavlova zou deze drie minuten durende vertolking ongeveer 4.000 keer uitgevoerd hebben in haar loopbaan.

### Tournee en overlijden
In 1907 trok ze voor het eerst op een tournee die langs de voornaamste Europese hoofdsteden kwam. In 1908 volgde een tweede tournee. In 1909 werd ze uitgenodigd om mee te gaan met Sergej Diaghilev's Ballets Russes op wereldtournee. Aanvankelijk werd ze gecast voor de hoofdrol in Mikhail Fokine's voorstelling De vuurvogel maar ze weigerde deze rol. Pavlova had een voorliefde voor de melodieuze dansmuziek van oude meesters als Cesare Pugni en Ludwig Minkus. Ze voelde maar weinig voor muziek die te ver afweek van deze balletmuziek uit de 19de eeuw. De rol ging uiteindelijk naar Tamara Karsavina, een ballerina waarmee Pavlova op voet van rivaliteit leefde. In 1909 toerde ze o.a. in Australië, in 1910 deed ze vooral de Verenigde Staten en het Verenigd Koninkrijk aan.
In 1911 nam ze ongetwijfeld de grootste beslissing uit haar leven. Ze startte met haar eigen balletgezelschap. Op die manier had ze meer controle over haar voorstellingen en de choreografie die werd toegepast. Ze kocht in Londen Ivy House, een landgoed ten noorden van het park Hampstead Heath. De tuin bood plaats voor haar lievelingsdieren, de zwanen. Heden is Ivy House een Joods cultureel centrum. Een blauwe gedenksteen aan de ingang refereert nog aan de grote culturele rol die Pavlova speelde tijdens haar leven. In de tuin staat ook een standbeeld van de ballerina. Universal Pictures wilde haar graag filmen en daarom werd speciaal voor haar een rijdende studio vervaardigd, die haar tijdens een tournee volgde zodat ze per dag een uur of drie kon besteden aan de bioscoopfilm die tijdens haar leven werd gemaakt: The Dumb Girl of Portici, naar de opera De Stomme van Portici.
Als Pavlova optrad was ze vaak voorpaginanieuws. Dat was te danken aan haar manager Victor Dandré.
In januari 1931 kwam het Pavlovagezelschap naar Den Haag aan de vooravond van een afscheidstournee, die jaren zou gaan duren. Onderweg kreeg haar trein op het traject Cannes - Parijs een ongeval. Pavlova bleef ongedeerd, maar ze zat een 12-tal uren te wachten op hulp. Het was een koude nacht, waarbij ze ook nog eens licht gekleed was. Eenmaal in Nederland kreeg ze een longontsteking. Ze stierf in de slaapkamer naast de Japanse Salon van Hotel Des Indes. De avond van haar dood speelde men in Sint-Petersburg de muziek van De stervende zwaan voor een leeg podium met enkel het licht van één projector.
Pavlova inspireerde vele tijdsgenoten. Zo verklaarde de Britse choreograaf Frederick Ashton dat hij op 13-jarige leeftijd besloot om balletdanser te worden na het bijwonen van een optreden van Pavlova in Lima.

## Visie van biograaf Thomassen

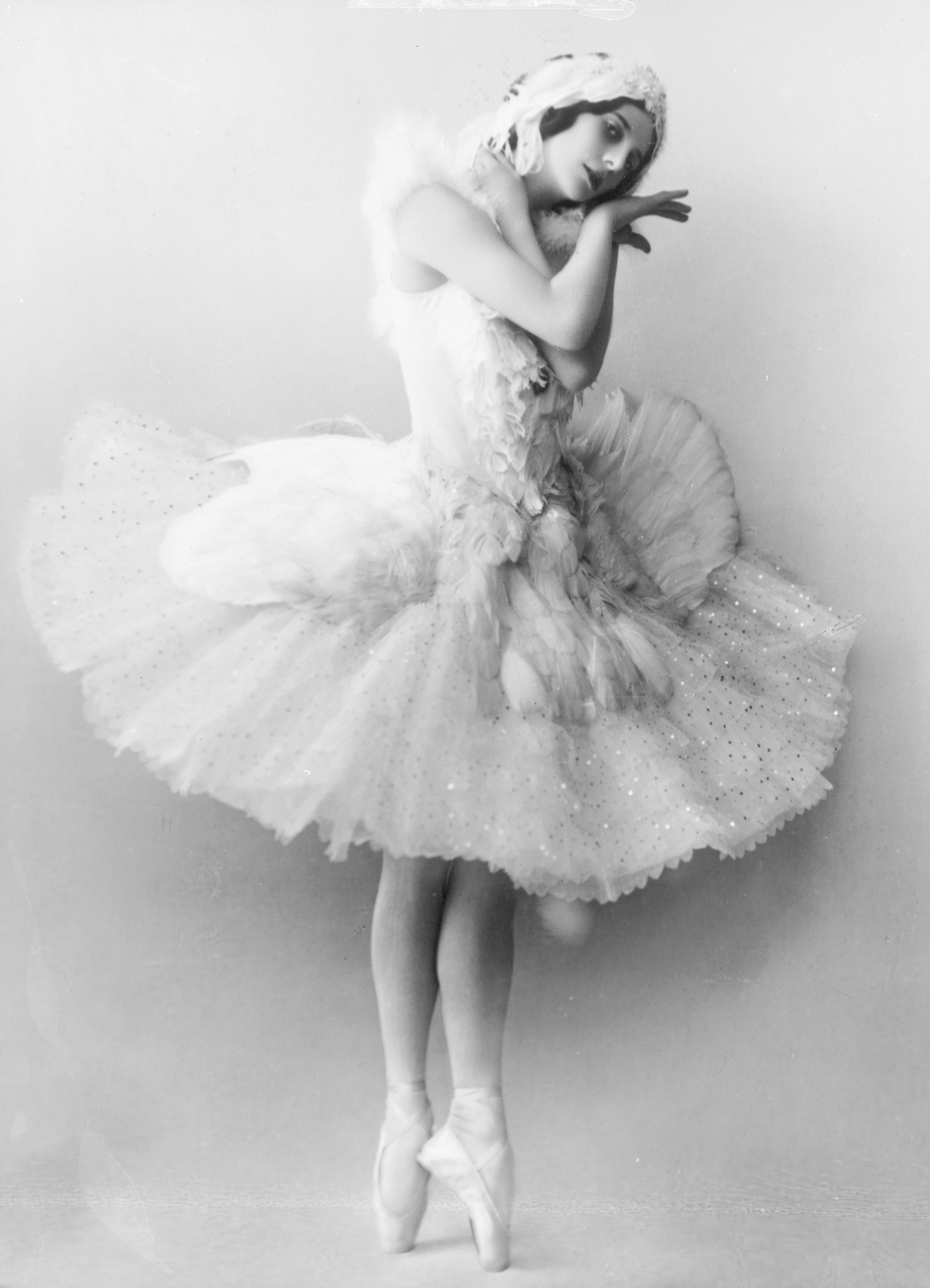
Pavlova als stervende zwaan, 1905

Schrijver Jean Thomassen schreef een biografie over Pavlova en onderzocht haar laatste uren. Volgens Thomassen was Anna Pavlova geboren op 12 januari 1881; ze was de biologische dochter van de Joodse bankier Lazer Poliakoff. Pavlova was nooit getrouwd geweest met Victor Dandré en de verhalen over hun huwelijk bleken te stammen uit Amerikaanse publiciteitscampagnes. "Echtgenoot" Dandré werd na de dood van zijn "vrouw" Anna Pavlova door de rechter uit Ivy House gezet, op verzoek van de moeder van Pavlova, die het huis met inboedel en al liet veilen. Verder bleek dat Pavlova niet aan een longontsteking was gestorven, maar aan een bloedvergiftiging, veroorzaakt door een slecht gesteriliseerde drain die in haar longen werd gestoken om vocht te verwijderen uit de door pleuritis aangetaste organen.
Minder bekend is ook dat Pavlova veel geld spendeerde aan Russische weeskinderen en vluchtelingen en dat het haar laatste wens was ooit begraven te worden in haar vaderland Rusland. Jean Thomassen en Ine Veen begonnen na de val van het communisme in Rusland met een actie voor de terugkeer van de as (die op de Londense begraafplaats Goldersgreen wordt bewaard) naar Rusland.

## Trivia
- De Deense koning onderscheidde Pavlova in 1927 met de exclusieve medaille "Ingenio et Arti".
- In 1930 ontving zij de Zweedse koninklijke onderscheiding "Litteris et Artibus".
- In 1983 regisseerde de Rus Emil Loteanu de biografische film Anna Pavlova, ook bekend onder de naam A Woman for All Time.
- In 1991 organiseerden oud-ballerina en actrice Ine Veen en schilder/schrijver Jean Thomassen een herdenkingstentoonstelling vanwege Pavlova's zestigste sterfdag, waarbij een portret van haar werd onthuld door de ambassadeurs van Rusland en Engeland.
- De Pavlova, een meringue-taart met vruchten, is naar Anna Pavlova genoemd, naar aanleiding van haar bezoek aan Australië en Nieuw-Zeeland in de jaren 1920.
- Een McDonnell Douglas MD-11 toestel (registratie PH-KCH) van de Koninklijke Luchtvaart Maatschappij was genoemd naar Anna Pavlova. Het toestel staat nu opgeslagen op de luchthaven van Victorville, Verenigde Staten wachtend om gesloopt te worden.

## Galerij

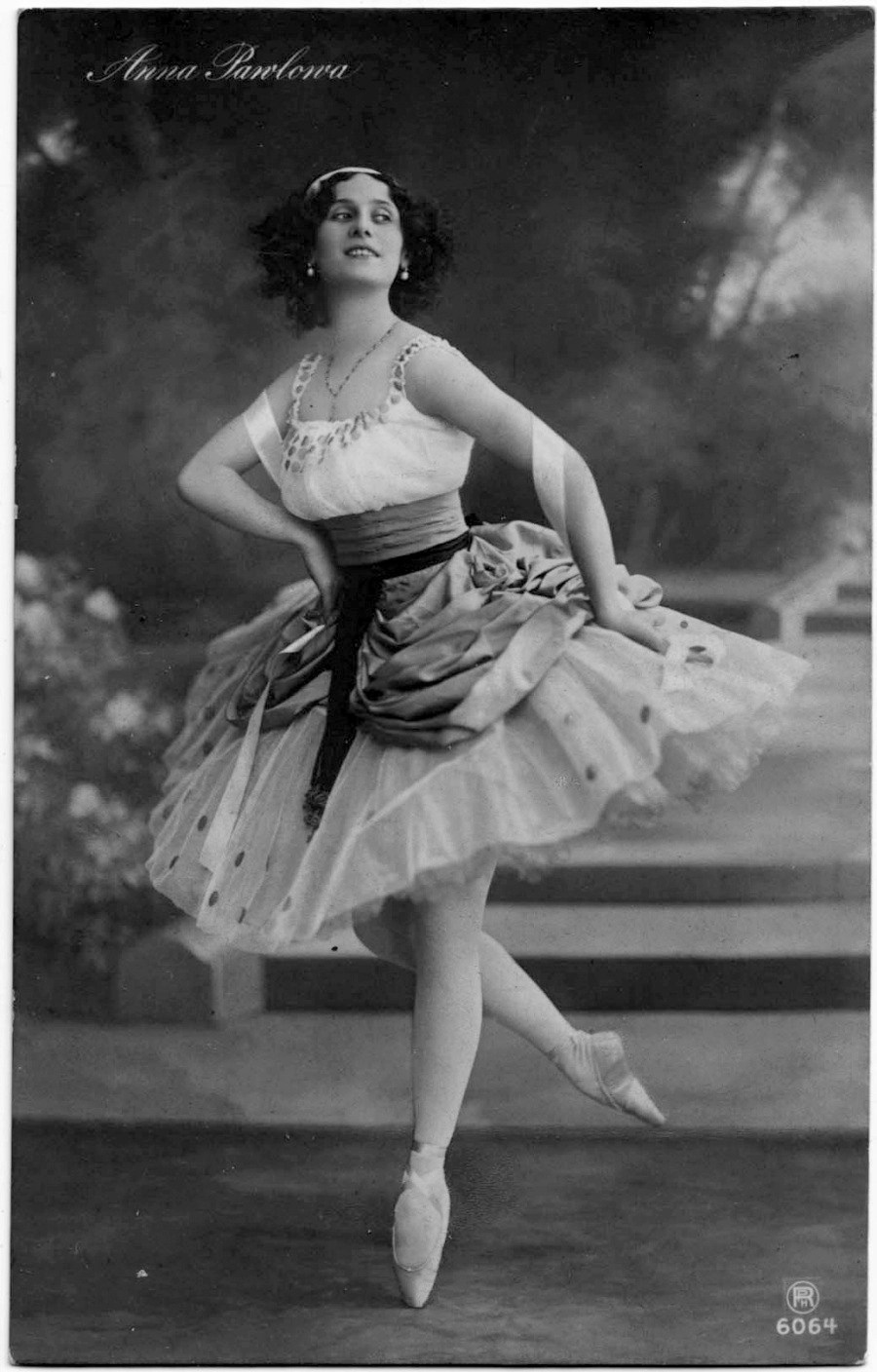
1912
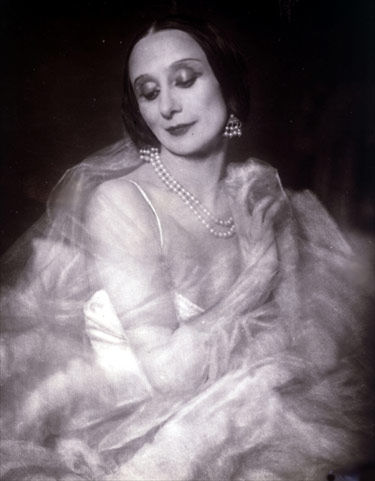
1920
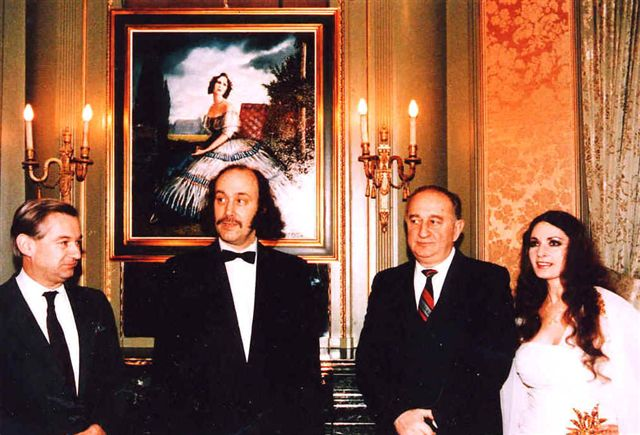
Onthulling van het portret van Pavlova
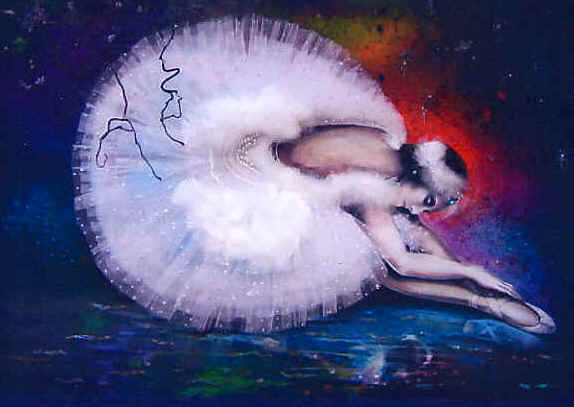
Pavlova als "stervende zwaan", schilderij van Ine Veen

### Video
- Aankomst in Den Haag in 1927

## Bron
- Anna Pavlova, triomf en tragedie van een megaster (Jean Thomassen; uitgegeven bij Van Soeren en Co. te Amsterdam - 1995).